# Frederik Jespersen
Frederik Jespersen (født 25. november 1811 i Dejbjerg ved Ringkøbing, død 21. september 1891) var en dansk politiker.
Han var søn af sognepræst Hans Christian Jespersen (1775-1844), blev 1830 student fra Horsens Skole og tog 1834 teologisk samt 1838 juridisk eksamen. 1844 blev han prokurator i Bogense, 1855 tillige branddirektør i de omliggende herreder og 1877 forflyttet til Hillerød (indtil 1886). Han valgtes 1848 til Den Grundlovgivende Rigsforsamling, hørte her til venstre side og gik i flere spørgsmål meget yderligt. Også som folketingsmand 1849-52 hørte han i de to første år til Bondevennerne og var ordfører for lovene om hartkornets udjævning og jagtretten. 1865-66 var Jespersen medlem af Rigsrådets Folketing, udtalte bl.a. stærk uvilje mod ordener og titler, men stemte for Den gennemsete Grundlov. Han døde 21. september 1891.
26. maj 1858 havde han ægtet Ingeborg Larsine Abelone Larsen (29. december 1833 – 3. januar 1877), datter af gårdejer Peter Larsen, Skydsbjerggård på Fyn.